# 21715 Palaniappan
A 21715 Palaniappan (ideiglenes jelöléssel 1999 RA110) a Naprendszer kisbolygóövében található aszteroida. A LINEAR projekt keretében fedezték fel 1999. szeptember 8-án.